# Oncousoecia lobulata
Oncousoecia lobulata är en mossdjursart som beskrevs av Canu 1918. Oncousoecia lobulata ingår i släktet Oncousoecia och familjen Oncousoeciidae. Inga underarter finns listade i Catalogue of Life.